# Har Har Byomkesh
Pour plus de détails, voir Fiche technique et Distribution.
Har Har Byomkesh est un thriller à énigme du cinéma bengali, réalisé en 2015, par Arindam Sil (en). Le film met en vedette Abir Chatterjee (en), Ritwick Chakraborty (en) et Nusrat Jahan.

## Fiche technique
Sauf indication contraire, les informations mentionnées dans cette section peuvent être confirmées par la base de données cinématographiques IMDb,  présente dans la section « Liens externes ».
- Titre : Har Har Byomkesh
- Réalisation : Arindam Sil (en)
- Scénario : Padmanabha Dasgupta
- Musique : Bickram Ghosh (en)
- Production : Shree Venkatesh Films (en)
- Langue : Bengali
- Genre : Thriller - Film à énigme
- Durée : 113 minutes (1 h 53)
- Dates de sorties en salles :
  -  Inde : 18 décembre 2015

## Distribution
- Abir Chatterjee (en) :  Byomkesh Bakshi (en)
- Ritwick Chakraborty (en) : Ajit Bandopadhyay (en)
- Nusrat Jahan :  Shakuntala
- Sohini Sarkar (en) : Satyabati
- Shadab Kamal (en) : Inspecteur Rathikanta Chowdhury
- Adil Hussain : Deepnarayan Singh
- Harsh Chhaya (en) : Purandhar Pandey
- Rachel White (en) : Chandni
- Deepankar De (en) : Dr. Pannalal Palit
- Subrat Dutta (en) : Narmadashankar
- Indradeep Dasgupta (en) : Debnarayan Singh
- Joydeep Kundu : Leeladhar Bangsi
- June Malia (en) : Miss Manna (caméo)
- Dilip Dave : Khublal